# 长埫口镇
长埫口地处中华人民共和国湖北省仙桃市东北部。镇政府在长虹社区，人口13万人，面积190.07平方千米，邮编433024